# Os bru d'Alaska
L'os bru d'Alaska (Ursus arctos alascensis) és una subespècie d'os bru que es troba a Alaska (Estats Units), al nord-oest d'Amèrica del Nord.

## Distribució geogràfica
Aquesta subespècie ocupa tota la regió continental d'Alaska, la península de Kenai i la costa meridional. Tanmateix, a l'estat més septentrional dels Estats Units, també s'hi troben altres subespècies d'os bru: a la península d'Alaska i parc Nacional de Katmai (Ursus arctos gyas); a l'illa Kodiak (Ursus arctos middendorffi); a la badia de Yakutat (Ursus arctos dalli); i a les illes del sud-est d'Alaska (Ursus arctos sitkensis).

## Hàbitat
Els ossos bruns d'Alaska estan presents en tota mena d'hàbitats: des de prats oberts, boscos, regions muntanyenques subalpines, tundra al nord i zones costaneres al sud. Viatgen a zones on el menjar és abundant segons les variacions estacionals. Així, hi ha major densitat de població a la regió costanera meridional, on tenen accés a una abundant dieta proteica centrada en la pesca del salmó. Aquests ossos de la costa solen ser un terç més grossos que els de l'interior.